# Głodówka w kościele św. Krzysztofa w Podkowie Leśnej

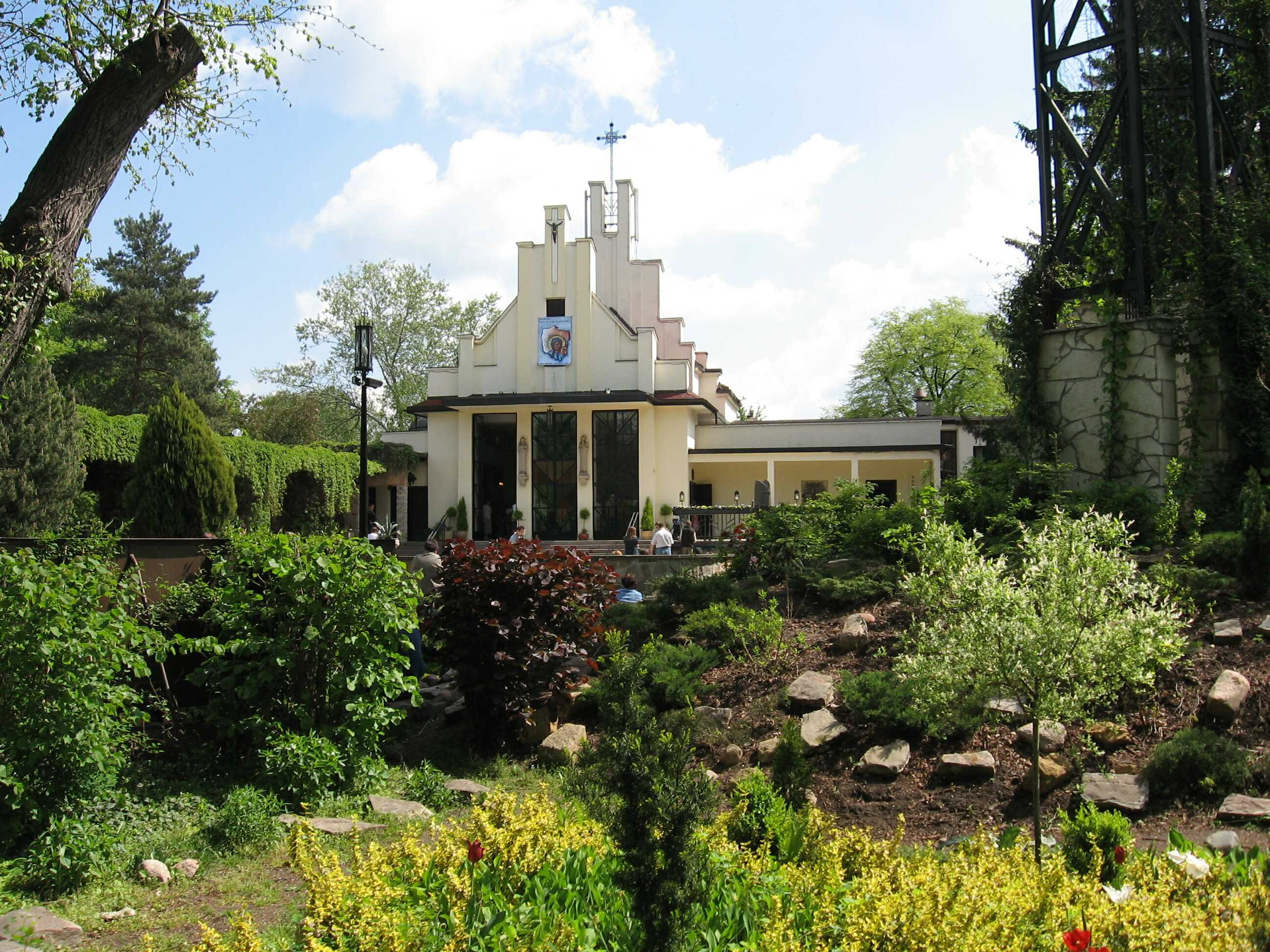
Kościół św. Krzysztofa w Podkowie Leśnej – miejsce protestu

Głodówka w kościele św. Krzysztofa w Podkowie Leśnej – solidarnościowy protest działaczy polskiej opozycji demokratycznej, trwający od 7 do 17 maja 1980 w kościele św. Krzysztofa w Podkowie Leśnej. Była to trzecia, jednocześnie najdłuższa i z największą liczbą uczestników, głodówka protestacyjna zainicjowana przez środowisko KSS KOR przy udziale innych grup opozycyjnych.
Akcję zorganizowano na znak solidarności z więzionymi wówczas Dariuszem Kobzdejem i Mirosławem Chojeckim, którzy rozpoczęli w izolacji więziennej protesty głodowe. Domagano się również zwolnienia innych więźniów politycznych, m.in. Andrzeja Czumy, Jana Kozłowskiego, Romana Kściuczka, Anatola Lawiny, Tadeusza Szczudłowskiego i innych.
Przez cały okres protestu, w głodówce uczestniczyli: Jarosław Broda, Leszek Budrewicz, Jerzy Godek, Aleksander Hall, Krystyna Iwaszkiewicz, Ryszard Krynicki, Jacek Kuroń, Renata Otolińska, Kazimierz Świtoń, Mariusz Wilk i Róża Woźniakowska. Od początku brali w niej udział także Seweryn Blumsztajn, Wiesław Kęcik, Sergiusz Kowalski (do 14 maja), Marian Gołębiewski, Tadeusz Zachara (do 12 maja), Jerzy Brykczyński (do 11 maja). Do protestu dołączyli Wiesław Parchimowicz (8 maja), Lesław Maleszka, Aleksandra Sarata (9 maja), Tomasz Burek, Jan Karandziej, Bronisław Wildstein (10 maja), Tadeusz Stokowski, Mieczysław Majdzik (11 maja), Ryszard Łagodziński, węgierski dysydent Tibor Pákh oraz Janusz Przewłocki (13 maja). Nowi uczestnicy – według wspomnień Leszka Budrewicza – byli przyjmowani w drodze głosowania.
Uczestnicy wywodzili się z Komitetu Samoobrony Społecznej KOR, Ruchu Obrony Praw Człowieka i Obywatela, Ruchu Młodej Polski i Studenckich Komitetów Solidarności. Rzecznikami protestu zostali Jan Józef Lipski (KSS KOR) i Kazimierz Janusz (ROPCiO). W trakcie głodówki protestujący skierowali kilka oświadczeń, m.in. wniosek do Rady Państwa o ułaskawienie braci Kowalczyków. W trakcie głodówki doszło do zwolnienia kilku opozycjonistów (w tym Mirosława Chojeckiego), co odebrano jako osiągnięcie uczestników akcji.